# Mercedes-Benz Classe GLK
La Mercedes-Benz Classe GLK (nome di progetto X204) è un SUV di fascia media prodotto dalla casa automobilistica tedesca Mercedes-Benz dal 2008 al 2015.

## Il contesto
Di un SUV Mercedes-Benz che andasse a posizionarsi sotto la lussuosa Classe M, rispetto a cui aveva dimensioni più compatte, si è iniziato a parlare già da diversi anni prima del suo effettivo lancio: nei primi anni del XXI secolo erano già apparsi su alcune riviste specializzate i primi disegni che ipotizzavano il probabile aspetto del futuro modello. La gestazione, in realtà è stata travagliata, perché il primo decennio del nuovo secolo è stato piuttosto difficile per la Casa tedesca, che dapprima ha dovuto fare i conti con la disperata situazione economica della sua partner americana, ossia la Chrysler, poi ha dovuto sciogliere la partnership con Mitsubishi e infine ha dovuto disfarsi del pesante fardello improduttivo costituito proprio dal Gruppo Chrysler (che nel giro di circa un anno sarà acquisito prima dalla finanziaria Cerberus e poi dal Gruppo Fiat). I numerosi cambi al vertice degli organigrammi Chrysler e Daimler prima, la successiva eliminazione del marchio Plymouth nel 2001 e la grave recessione economica nel settore automotive verificatasi negli ultimi anni del decennio hanno fatto il resto. Si capisce da qui quali siano state le difficoltà che hanno accompagnato la genesi, ma anche l'esordio commerciale della SUV media di Stoccarda. In ogni caso, i primi disegni pubblicati mostravano una vettura molto simile alla prima generazione della Classe M, specie nel frontale, ma in scala ridotta. Per questa nuova vettura era già stata ipotizzata anche la denominazione: Classe MLK, cioè ML Kompakt. Nel 2006, alcune ricostruzioni ipotizzate dalla stampa illustravano una vettura che stavolta mostrava parecchio in comune con la seconda generazione della Classe M, vale a dire la W164: ancora invariata la sigla della nuova denominazione. Nel frattempo la casa lancia la Classe GL, un SUV extra-lusso ed extra-large in grado di affrontare però percorsi fuoristrada più spinti, una via di mezzo tra la Classe M e l'inossidabile, dura e pura Classe G. Le carte vennero scoperte nel gennaio del 2008 al Salone di Detroit, quando vennero presentate le concept Vision GLK Freeside e Vision GLK Townside, che già prefiguravano del tutto l'aspetto definitivo della nuova vettura. Dalle denominazioni si deduceva altrettanto facilmente la denominazione definitiva, non Classe MLK come ipotizzato fino a quel momento, ma Classe GLK, in maniera tale da stabilire un legame più stretto con la filosofia costruttiva della grande e imponente GL, piuttosto che con la M.
La GLK viene presentata ufficialmente al Salone di Pechino del 2008, mentre la commercializzazione viene avviata solo a partire dal mese di settembre. La GLK trova al suo debutto le concorrenti più accreditate nella X3 prima serie, oramai non più freschissima e giunta da tempo al suo restyling di mezza età, e nell'Audi Q5, anch'essa debuttante a Pechino nello stesso anno. In seguito, la BMW, da sempre storica rivale della Casa di Stoccarda, avrebbe lanciato la seconda generazione dell'X3, ma anche l'ancora più compatta X1, in modo da andare a infastidire la GLK su più fronti.

## Estetica
La vicinanza stilistica della GLK con la GL appare evidente osservandone il corpo vettura decisamente squadrato e pressoché privo di linee morbide, se si eccettua la curvatura dei gruppi ottici anteriori sul lato esterno. Tali fari, di forma trapezoidale, sono molto grandi e si abbinano felicemente con l'altrettanto imponente calandra a due barre orizzontali, campeggiata dal grande logo della Casa. Imponente anche il paraurti anteriore, che presenta le zone laterali più sporgenti di quella centrale. Nel complesso, il frontale ha un andamento quasi verticale e poco propenso a vezzi stilistici che suggeriscano dinamismo. Questo aspetto è invece contenuto nel disegno della fiancata, con linea di cintura inclinata che conferisce un andamento cuneiforme al corpo vettura, sicuramente più grintoso. Altra caratteristica è rappresentata dai passaruota trapezoidali bombati, ma anche dalla nervatura laterale inclinata che corre appena sotto le maniglie delle porte. Si torna a forme squadrate osservando la coda, dotata di un portellone anch'esso pressoché verticale. Il paraurti posteriore riprende i motivi laterali bombati presenti anche su quello anteriore, mentre i fari posteriori, quadrangolari ma non troppo spigolosi, danno respiro alla vista della coda evitando di appesantirla.
L'abitacolo è lussuoso, come si conviene a una vettura che porta il marchio della "stella a tre punte", ma non al top per abitabilità, viste le dimensioni leggermente più compatte del corpo vettura e dell'abitacolo stesso rispetto alle due concorrenti di spicco. La plancia, anch'essa piuttosto squadrata, specie nella zona della console centrale, è caratterizzata da due palpebre, una che copre il cruscotto a tre strumenti circolari e l'altra che copre il display del navigatore satellitare. Sotto di esso, il pannello delle bocchette per la climatizzazione è semplicemente rettangolare, così come il sottostante pannello pulsanti.

## Meccanica e motorizzazioni

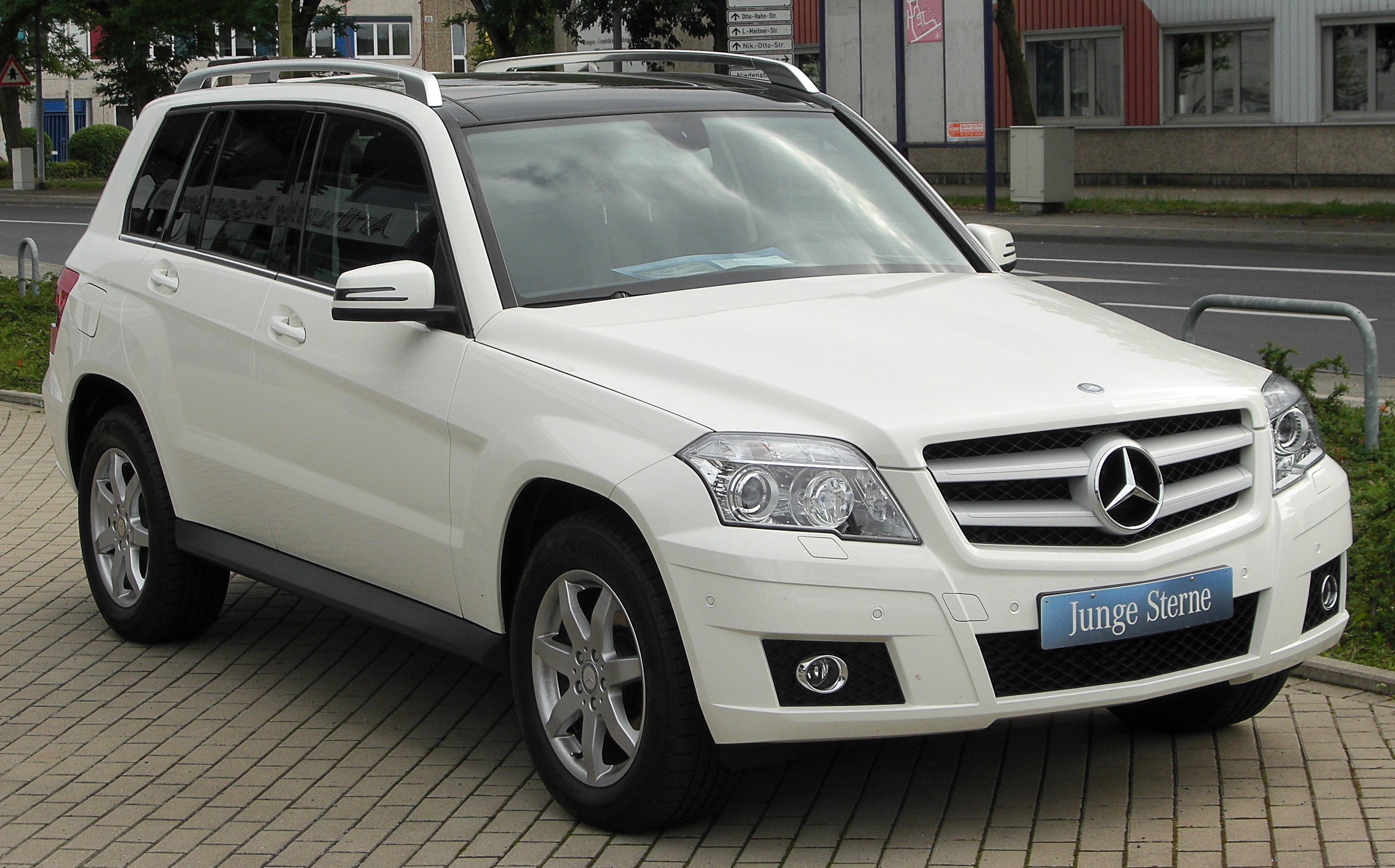
Una GLK 350 CDI 4-Matic

La GLK condivide lo stesso pianale della Classe C W204, tanto da ereditarne anche la sigla numerica di progetto: X204. Sono presenti però molte soluzioni adatte al tipo di vettura: prima di tutto la trazione integrale 4-Matic, di serie su tutta la gamma prevista al debutto, e che, mediante un differenziale centrale, ripartisce la coppia motrice, mentre il controllo di trazione, denominato 4ETS suddivide la coppia motrice di ogni assale tra le singole ruote. Specifico per questa vettura è proprio il differenziale centrale, che integra una frizione multidisco in grado di agire già a bassi livelli di coppia motrice. A richiesta, la vettura può essere equipaggiata con il pacchetto Offroad Pro, specifico per il fuoristrada. Dal punto di vista tecnico, tale pacchetto comprende un programma di marcia su terreni accidentati che modifica automaticamente la risposta dell'acceleratore, la sensibilità dei dispositivi ABS ed ESP e la logica del cambio automatico a controllo elettronico, che in tutte le versioni previste al debutto è il raffinato 7G-Tronic a 7 rapporti, già montato su altri modelli della Casa. Il pacchetto Offroad Pro comprende anche delle speciali protezioni sottoscocca all'altezza delle zone meccaniche più suscettibili a colpi e sassate durante i percorsi su strade accidentate.
Le sospensioni sono entrambe a ruote indipendenti ed entrambe a bracci multipli, ma con ammortizzatori a doppio tubo anteriormente e monotubo posteriormente. Per tutta la gamma è previsto il dispositivo Agility Control, per la regolazione automatica delle sospensioni. L'impianto frenante prevede dischi autoventilanti sulle quattro ruote, mentre lo sterzo è a cremagliera con servosterzo idraulico a incidenza variabile a seconda della velocità di marcia.
Al suo debutto, la GLK era prevista in quattro motorizzazioni, due a benzina e altrettante a gasolio:
- GLK 280, equipaggiata con un V6 da 2996 cm³ della potenza massima di 231 CV;
- GLK 350, spinta da un motore V6 da 3498 cm³ in grado di erogare 272 CV di potenza massima;
- GLK 220 CDI BlueEfficiency, dotata di un 4 cilindri turbodiesel common rail da 2143 cm³ con doppio turbocompressore (configurazione bi-stadio) e con 170 CV di potenza massima;
- GLK 320 CDI, spinta da un V6 turbodiesel common rail da 2987 cm³, della potenza di 224 CV.

Al suo esordio, la GLK è stata prevista in tre livelli di allestimento:
- Chrome, previsto per tutte le motorizzazioni, è il livello di base, e comprende nella dotazione di serie: ABS, doppio airbag frontale, airbag per le ginocchia, airbag per la testa, airbag laterali, poggiatesta posteriori, ESP, controllo elettronico della trazione, autoradio, cambio automatico sequenziale a 7 rapporti, sospensioni autoregolabili con sistema Agility Control, cerchi in lega, climatizzatore, retrovisori esterni termici e a regolazione elettrica, fendinebbia, sedile lato guida regolabile in altezza, divano posteriore sdoppiabile e vetri elettrici anteriori e posteriori;
- Sport, livello intermedio abbinabile con tutte le motorizzazioni e che prevede di serie l'equipaggiamento dell'allestimento Chrome più i fari allo xeno e i sensori di parcheggio;
- Edition 1, livello di punta non abbinabile al motore turbodiesel da 2.1 litri e che prevede quanto già visto per il livello Sport, ma con in più: cerchi in lega da 20 pollici, navigatore satellitare e interni in pelle.

La lista degli optional comuni a tutta la gamma comprende: antifurto, tetto apribile e vernice metallizzata. Di regola, comunque, quegli accessori non previsti di serie su alcune versioni, sono comunque inseriti nella lista degli optional, perciò si possono comunque avere dietro esborso di sovrapprezzo.

## Evoluzione
La produzione è stata inizialmente riservata al solo mercato europeo, ma a partire dal 2009 è stata estesa anche al Nordamerica. Durante i primi mesi di produzione, la gamma non ha subito grossi aggiornamenti. Nel luglio del 2009, però, si sono avute le prime novità: la GLK 280 e la GLK 320 CDI sono state ribattezzate rispettivamente come GLK 300 e GLK 350 CDI, mentre la GLK 220 CDI è stata proposta anche nella più semplice configurazione a trazione posteriore. In questo caso, la vettura è equipaggiata con un cambio manuale a 6 marce e non prevede il pacchetto Offroad Pro. Nel dicembre dello stesso anno, la gamma si amplia ulteriormente con l'arrivo della GLK 250 CDI, spinta da una versione potenziata del motore della GLK 220 CDI. Qui il 2.1 litri a gasolio con sovralimentazione bi-stadio raggiunge i 204 CV.

Altre novità si sono avute nel 2010, e più precisamente nel mese di febbraio, quando la GLK 350 CDI ha visto un incremento di potenza del suo motore, portato da 224 a 231 CV. Più tardi, a settembre, è stata introdotta la GLK 200 CDI, equipaggiata da una versione depotenziata del 2.1 litri turbodiesel, stavolta sovralimentato da un solo turbocompressore, e che raggiunge una potenza massima di 143 CV. Tale versione è stata proposta unicamente a trazione posteriore e con cambio manuale a 6 marce.

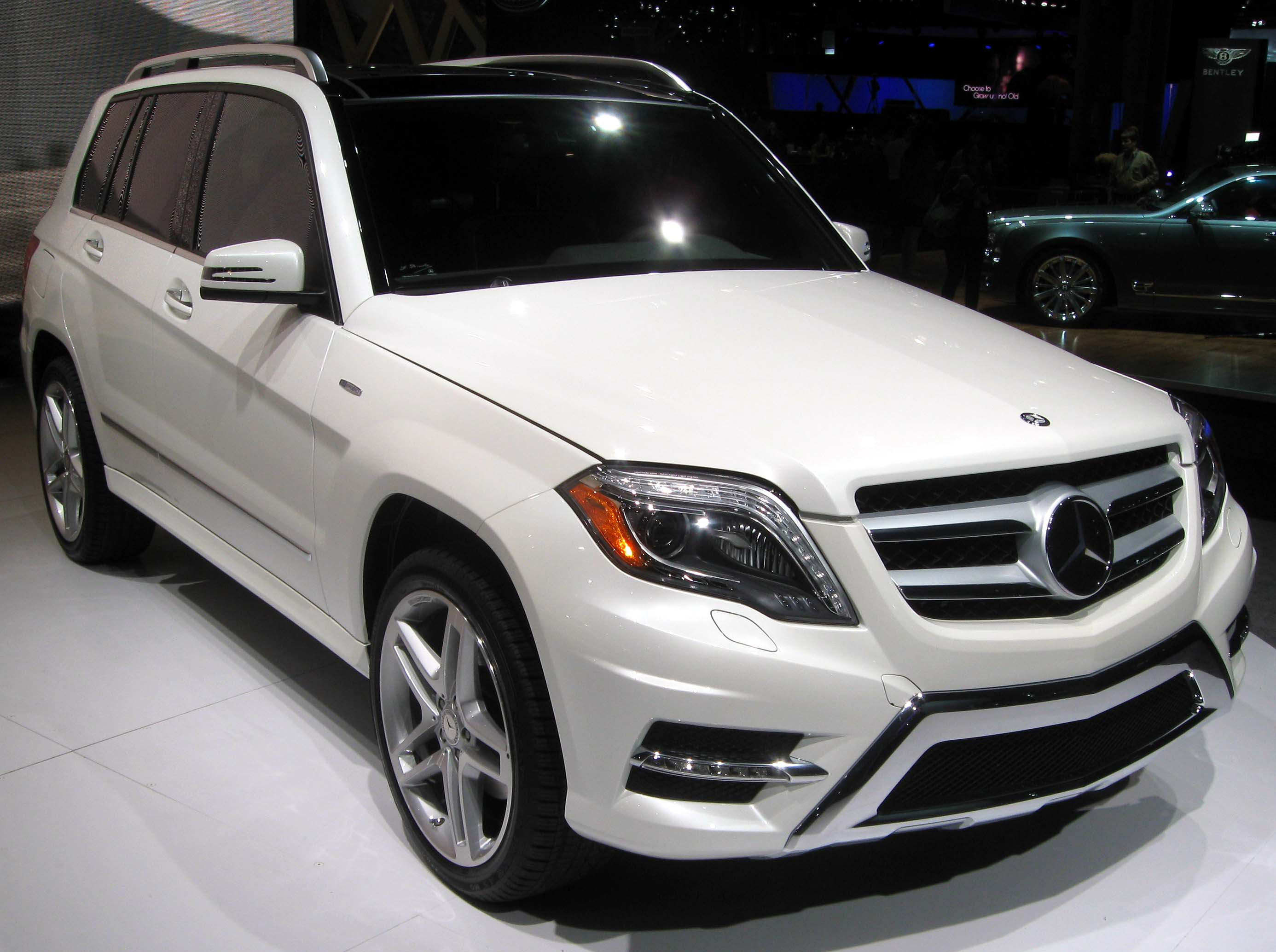
La GLK X204 dopo il restyling del 2012

Nella primavera del 2011, i due modelli a benzina, ossia la GLK 300 e la GLK 350 escono dal listino, mentre viene introdotto un modello più potente, la GLK 350 4Matic BlueEFFICIENCY, equipaggiata dal nuovo V6 da 3.5 litri a iniezione diretta, stavolta in grado di erogare fino a 306 CV di potenza massima.

Nel 2012 è arrivato il consueto restyling di mezza età: gli aggiornamenti estetici sono stati piuttosto discreti e hanno interessato nel frontale i gruppi ottici e lo scudo paraurti, entrambi di nuovo disegno. Il paraurti è costituito da tre prese d'aria, delle quali quelle laterali ospitano anche le nuove luci diurne a led. Posteriormente, invece, assieme al paraurti cambiano anche le plastiche dei fari. L'abitacolo propone novità più visibili a livello di plancia e strumentazione: la plancia è stata infatti ridisegnata con linee più morbide che contengono qua e là anche elementi tondeggianti. Dal tunnel centrale è sparita la leva del cambio automatico, spostata sul piantone del volante, mentre la vecchia sede ospita ora un vano portaoggetti. Per quanto riguarda i motori, le novità sono tutte sul fronte diesel: mentre l'unica variante a benzina rimane la GLK350 con motore 6 cilindri da 306 CV, la gamma dei motori a gasolio vede l'arrivo della nuova GLK220 BlueTEC, spinta dallo stesso motore della GLK220 CDI, cui semplicemente si affianca, ma più pulita grazie all'additivo AdBlue che viene iniettato nel catalizzatore per ridurre le emissioni inquinanti. Inoltre, un'altra novità è rappresentata dalla GLK250 BlueTEC, meccanicamente analoga alla GLK250 CDI, ma che stavolta sostituisce quest'ultima e che, come la GLK220 BlueTEC propone la tecnologia AdBlue. Al top di gamma va a porsi la nuova GLK350 CDI BlueEfficiency, che sostituisce la precedente GLK350 CDI, rispetto alla quale vanta un motore più pulito, ma anche più prestante grazie ai suoi 265 CV in luogo dei precedenti 231. Per tutta la gamma, il cambio 7G-Tronic viene sostituito dal 7G-Tronic Plus (con sistema Stop & Start integrato) nei modelli ove previsto, cioè tutti tranne la GLK 200 CDI e la GLK 220 CDI BlueEFFICIENCY: per questi ultimi rimane il cambio manuale a 6 marce.

Nel maggio 2013 la gamma si amplia con l'arrivo di una versione di base a benzina, costituita dalla GLK 250 BlueEFFICIENCY, un modello equipaggiato con il nuovo motore da 1991 cm³, sovralimentato mediante turbocompressore e in grado di erogare una potenza massima di 211 CV. Nell'autunno dello stesso anno vi fu l'arrivo di una nuova versione di base a benzina, denominata GLK200 e spinta dallo stesso motore della GLK250, ma depotenziato da 211 a 184 CV. Questa nuova arrivata è stata l'unica GLK a benzina equipaggiata con cambio manuale.
Nel giugno del 2015 la produzione della GLK è cessata per far posto al nuovo modello, la Classe GLC, che ne ha raccolto il testimone.

## Riepilogo caratteristiche
Di seguito vengono riepilogate le varie versioni previste per la gamma GLK. Nelle versioni quadricilindriche a gasolio, per brevità non sono state riportate le diciture BlueEfficiency, che però fanno parte della denominazione completa. I prezzi riportati si riferiscono al livello di allestimento meno costoso e al momento del debutto nel mercato italiano:
| Modello                            | Sigla telaio | Motore                          | Cilindrata cm³ | Potenza CV/rpm | Coppia Nm/rpm | Cambio/ N°rapporti | Massa a vuoto (kg) | Velocità max | Acceler. 0–100 km/h | Consumo (l/100 km) | Emissioni CO2 (g/km) | Anni di produzione |
| Versioni a benzina                 |              |                                 |                |                |               |                    |                    |              |                     |                    |                      |                    |
| GLK 200                            | 204.934      | M274DE20AL red.                 | 1991           | 184/5500       | 300/1200-4000 | Manuale 6 marce    | 1.660              | 210          | 8"8                 | 7,2                | 168                  | 10/2013-06/2015    |
| GLK 250 BlueEFFICIENCY 4-MATIC     | 204.937      | M274DE20AL                      | 1991           | 211/5500       | 350/1200-4000 | 7G-Tronic Plus     | 1.690              | 215          | 7"8                 | 7,7                | 180                  | 06/2013-06/2015    |
| GLK 280 4-MATIC                    | 204.981      | M272E30 (272.948)               | 2996           | 231/6000       | 300/2500-5000 | 7G-Tronic          | 1.755              | 210          | 7"6                 | 10,4               | 245                  | 09/2008-06/2009    |
| GLK 300 4-MATIC                    | 204.981      | M272E30 (272.948)               | 2996           | 231/6000       | 300/2500-5000 | 7G-Tronic          | 1.755              | 210          | 7"6                 | 10,2               | 239                  | 07/2009-04/2011    |
| GLK 350 4-MATIC                    | 204.987      | M272E35 (272.971)               | 3498           | 272/6000       | 350/2400-5500 | 7G-Tronic          | 1.755              | 230          | 6"7                 | 10,8               | 250                  | 09/2008-04/2011    |
| GLK 350 4Matic BlueEFFICIENCY      | 204.988      | M276DE35                        | 3498           | 306/6500       | 370/3500-5250 | 7G-Tronic Plus     | 1.830              | 238          | 6"7                 | 8,2                | 194                  | 04/2011-06/2015    |
| Versioni diesel                    |              |                                 |                |                |               |                    |                    |              |                     |                    |                      |                    |
| GLK 200 CDI BlueEFFICIENCY         | 204.901      | OM651DE22LA red. (651.916 red.) | 2143           | 143/3200       | 350/1200-2800 | M/6                | 1.715              | 195          | 8"3                 | 5,8                | 153                  | 09/2010-06/2015    |
| GLK 220 CDI BlueEFFICIENCY         | 204.902      | OM651DE22LA (651.916)           | 2143           | 170/3200-4000  | 400/1400-2800 | M/6                | 1.715              | 205          | 8"5                 | 6                  | 158                  | 07/2009-06/2015    |
| GLK 220 CDI 4-MATIC BlueEFFICIENCY | 204.984      | OM651DE22LA                     | 2143           | 170/3200-4000  | 400/1400-2800 | 7G-Tronic          | 1.770              | 205          | 8"8                 | 6,9                | 183                  | 09/2008-06/2015    |
| GLK 220 BlueTEC 4-MATIC            | 204.997      | OM651DE22LA                     | 2143           | 170/3200-4000  | 400/1400-2800 | 7G-Tronic Plus     | 1.850              | 205          | 8"8                 | 6,3                | 164                  | 06/2012-06/2015    |
| GLK 250 CDI 4-MATIC BlueEFFICIENCY | 204.982      | OM651DE22LA                     | 2143           | 204/4200       | 500/1600-1800 | 7G-Tronic          | 1.770              | 210          | 7"9                 | 6,7                | 176                  | 12/2009-05/2012    |
| GLK 250 BlueTEC 4-MATIC            | 204.904      | OM651DE22LA                     | 2143           | 204/4200       | 500/1600-1800 | 7G-Tronic Plus     | 1.850              | 210          | 8"                  | 6,3                | 164                  | 06/2012-06/2015    |
| GLK 320 CDI 4-MATIC                | 204.983      | OM642DE30LA (642.961)           | 2987           | 224/3800       | 540/1600-2400 | 7G-Tronic          | 1.805              | 220          | 7"5                 | 7,9                | 209                  | 09/2008-06/2009    |
| GLK350 CDI 4-MATIC                 | 204.983      | OM642DE30LA (642.961)           | 2987           | 224/3800       | 540/1600-2400 | 7G-Tronic          | 1.805              | 220          | 7"5                 | 7,9                | 208                  | 07/2009-01/2010    |
| GLK350 CDI 4-MATIC                 | 204.992      | OM642DE30LA (642.961)           | 2987           | 231/3800       | 540/1600-2400 | 7G-Tronic          | 1.805              | 225          | 7"3                 | 8                  | 209                  | 02/2010-05/2012    |
| GLK 350 CDI 4-MATIC BlueEFFICIENCY | 204.993      | OM642LSDE30LA                   | 2987           | 265/3800       | 620/1600-2400 | 7G-Tronic Plus     | 1.845              | 232          | 6"4                 | 7                  | 181                  | 06/2012-06/2015    |